# Pare-je Sofla
Pare-je Sofla – wieś w Iranie, w ostanie Azerbejdżan Zachodni, w szahrestanie Szahin Deż. W 2006 roku liczyła 93 mieszkańców.